# Single numer jeden w roku 2020 (Japonia)
Notowanie Weekly Singles Chart (jap. 週間シングルチャート Shūkan Shinguru Chāto) przedstawia najlepiej sprzedające się single w Japonii. Publikowane jest ono przez magazyn Oricon Style, a dane kompletowane są przez Oricon w oparciu o cotygodniowe wyniki sprzedaży fizycznej singli. Poniżej znajdują się tabele prezentujące najpopularniejsze single w danych tygodniach w roku 2020.
Notowanie Billboard Japan Hot 100 przedstawia najpopularniejsze single w Japonii. Publikowane jest ono przez magazyn Billboard i Hanshin Contents Link, a dane kompletowane są w oparciu o sprzedaż CD singli (udostępniane przez SoundScan Japan), częstotliwość emitowania piosenek na antenach japońskich stacji radiowych (udostępniane przez firmę Plantech), dane sprzedaży w sklepach internetowych oraz dane sprzedaży z iTunes Japan. Na pozycję na liście dodatkowo wpływają: tweety odnoszące się do utworów z danych Twittera zebrane przez NTT DATA, dane pochodzące z Gracenote – ile razy dana płyta została włożona do komputera, a także dane z ponad 3900 sklepów sprzedających muzykę cyfrowo.

## Oricon Weekly Singles Chart
| Data            | Singel                                                                         | Wykonawca                                        | Źródło |
| --------------- | ------------------------------------------------------------------------------ | ------------------------------------------------ | ------ |
| 6 stycznia      | „Gattan Gotton Go!” (jap. ガッタンゴットンGO!)                                 | Boys and Men                                     | [ 1 ]  |
| 13 stycznia     | „Inochi no uta” (jap. いのちの歌)                                              | Mariya Takeuchi                                  | [ 2 ]  |
| 20 stycznia     | „Initial/Yume o uchinuku shunkan ni!” (jap. イニシャル/夢を撃ち抜く瞬間に!)    | Poppin'Party                                     | [ 3 ]  |
| 27 stycznia     | „Sōyūtoko aru yo ne?” (jap. ソーユートコあるよね?)                             | SKE48                                            | [ 4 ]  |
| 3 lutego        | „Imitation Rain/D.D.”                                                          | SixTones vs. Snow Man                            | [ 5 ]  |
| 10 lutego       | „Mubō na yume wa sameru koto ga nai” (jap. 無謀な夢は覚めることがない)         | STU48                                            | [ 6 ]  |
| 17 lutego       | „Imitation Rain/D.D.”                                                          | SixTones vs. Snow Man                            | [ 7 ]  |
| 24 lutego       | „Imitation Rain/D.D.”                                                          | SixTones vs. Snow Man                            | [ 8 ]  |
| 2 marca         | „Son’na koto nai yo” (jap. ソンナコトナイヨ)                                   | Hinatazaka46                                     | [ 9 ]  |
| 9 marca         | „I am/Muah Muah”                                                               | Hey! Say! JUMP                                   | [ 10 ] |
| 16 marca        | „Brava!! Brava!! Brava!!/Ray of Light”                                         | Jaejoong                                         | [ 11 ] |
| 23 marca        | „PROTOSTAR”                                                                    | JO1                                              | [ 12 ] |
| 30 marca        | „Shitsuren, arigatō” (jap. 失恋、ありがとう)                                   | AKB48                                            | [ 13 ] |
| 6 kwietnia      | „Shiawase no hogoshoku” (jap. しあわせの保護色)                                | Nogizaka46                                       | [ 14 ] |
| 13 kwietnia     | „Mai ochiru hanabira (Fallin’ Flower)” (jap. 舞い落ちる花びら(Fallin’ Flower)) | Seventeen                                        | [ 15 ] |
| 20 kwietnia     | „Movin’ on”                                                                    | Sandaime J Soul Brothers from Exile Tribe        | [ 16 ] |
| 27 kwietnia     | „Ai o shiru” (jap. 愛を知る)                                                   | Last Idol                                        | [ 17 ] |
| 4 maja          | „3-2”                                                                          | HKT48                                            | [ 18 ] |
| 11 maja         | „HE BEYOND GUNPLA 40th EDITION THE BEYOND X MS-06 ZAKU II Ver.LUNA SEA”        | Luna Sea                                         | [ 19 ] |
| 18 maja         | „3-2”                                                                          | HKT48                                            | [ 20 ] |
| 25 maja         | „Fly with me”                                                                  | millennium parade × ghost in the shell: SAC_2045 | [ 21 ] |
| 1 czerwca       | „STARRY SKY”                                                                   | Passcode                                         | [ 22 ] |
| 8 czerwca       | „Mirai wa on'na no tame ni aru” (jap. 未来はオンナのためにある)                | Walküre                                          | [ 23 ] |
| 15 czerwca      | „TOP -Japanese ver.-”                                                          | Stray Kids                                       | [ 24 ] |
| 22 czerwca      | „Mazy Night”                                                                   | King & Prince                                    | [ 25 ] |
| 29 czerwca      | „KANZAI BOYA”                                                                  | KinKi Kids                                       | [ 26 ] |
| 6 lipca         | „Shōko” (jap. 証拠)                                                            | Johnny’s West                                    | [ 27 ] |
| 13 lipca        | „Last Mermaid...”                                                              | Hey! Say! JUMP                                   | [ 28 ] |
| 20 lipca        | „Fanfare”                                                                      | Twice                                            | [ 29 ] |
| 27 lipca        | „Nights Cold”                                                                  | Tomohisa Yamashita                               | [ 30 ] |
| 3 sierpnia      | „NAVIGATOR”                                                                    | SixTones                                         | [ 31 ] |
| 10 sierpnia     | „Kite” (jap. カイト)                                                           | Arashi                                           | [ 32 ] |
| 17 sierpnia     | „RUN”                                                                          | Sexy Zone                                        | [ 33 ] |
| 24 sierpnia     | „smile”                                                                        | Twenty★Twenty                                    | [ 34 ] |
| 31 sierpnia     | „Re:LIVE”                                                                      | Kanjani ∞                                        | [ 35 ] |
| 7 września      | „STARGAZER”                                                                    | JO1                                              | [ 36 ] |
| 14 września     | „Omoidaseru koi o shiyō” (jap. 思い出せる恋をしよう)                           | STU48                                            | [ 37 ] |
| 21 września     | „Oh Yeah”                                                                      | Boys and Men                                     | [ 38 ] |
| 28 września     | „ENDLESS SUMMER”                                                               | Kis-My-Ft2                                       | [ 39 ] |
| 5 października  | „It’s my life/PINEAPPLE”                                                       | V6                                               | [ 40 ] |
| 12 października | „Your Song”                                                                    | Hey! Say! JUMP                                   | [ 41 ] |
| 19 października | „KISSIN'MY LIPS/Stories”                                                       | Snow Man                                         | [ 42 ] |
| 26 października | „Homura” (jap. 炎)                                                             | LiSA                                             | [ 43 ] |
| 2 listopada     | „Homura” (jap. 炎)                                                             | LiSA                                             | [ 44 ] |
| 9 listopada     | „Homura” (jap. 炎)                                                             | LiSA                                             | [ 45 ] |
| 16 listopada    | „NOT FOUND”                                                                    | Sexy Zone                                        | [ 46 ] |
| 23 listopada    | „NEW ERA”                                                                      | SixTones                                         | [ 47 ] |
| 30 listopada    | „Koi nanka No thank you!” (jap. 恋なんかNo thank you!)                         | NMB48                                            | [ 48 ] |
| 7 grudnia       | „Seishun „Subliminal”” (jap. 青春“サブリミナル”)                               | =Love                                            | [ 49 ] |
| 14 grudnia      | „Step and a step”                                                              | NiziU                                            | [ 50 ] |
| 21 grudnia      | „Nobody’s fault”                                                               | Sakurazaka46                                     | [ 51 ] |
| 28 grudnia      | „I promise”                                                                    | King & Prince                                    | [ 52 ] |

## BillboardJapan Hot 100
| Data            | Singel                                                                         | Wykonawca             | Źródło  |
| --------------- | ------------------------------------------------------------------------------ | --------------------- | ------- |
| 6 stycznia      | „Pretender”                                                                    | Official Hige Dandism | [ 53 ]  |
| 13 stycznia     | „Pretender”                                                                    | Official Hige Dandism | [ 54 ]  |
| 20 stycznia     | „Pretender”                                                                    | Official Hige Dandism | [ 55 ]  |
| 27 stycznia     | „Sōyūtoko aru yo ne?” (jap. ソーユートコあるよね?)                             | SKE48                 | [ 56 ]  |
| 3 lutego        | „Imitation Rain”                                                               | SixTones              | [ 57 ]  |
| 10 lutego       | „Mubō na yume wa sameru koto ga nai” (jap. 無謀な夢は覚めることがない)         | STU48                 | [ 58 ]  |
| 17 lutego       | „I LOVE...”                                                                    | Official Hige Dandism | [ 59 ]  |
| 24 lutego       | „I LOVE...”                                                                    | Official Hige Dandism | [ 60 ]  |
| 2 marca         | „Son’na koto nai yo” (jap. ソンナコトナイヨ)                                   | Hinatazaka46          | [ 61 ]  |
| 9 marca         | „I am”                                                                         | Hey! Say! JUMP        | [ 62 ]  |
| 16 marca        | „PROTOSTAR”                                                                    | JO1                   | [ 63 ]  |
| 23 marca        | „I LOVE...”                                                                    | Official Hige Dandism | [ 64 ]  |
| 30 marca        | „Shitsuren, arigatō” (jap. 失恋、ありがとう)                                   | AKB48                 | [ 65 ]  |
| 6 kwietnia      | „Shiawase no hogoshoku” (jap. しあわせの保護色)                                | Nogizaka46            | [ 66 ]  |
| 13 kwietnia     | „Mai ochiru hanabira (Fallin’ Flower)” (jap. 舞い落ちる花びら(Fallin’ Flower)) | Seventeen             | [ 67 ]  |
| 20 kwietnia     | „I LOVE...”                                                                    | Official Hige Dandism | [ 68 ]  |
| 27 kwietnia     | „I LOVE...”                                                                    | Official Hige Dandism | [ 69 ]  |
| 4 maja          | „3-2”                                                                          | HKT48                 | [ 70 ]  |
| 11 maja         | „I LOVE...”                                                                    | Official Hige Dandism | [ 71 ]  |
| 18 maja         | „I LOVE...”                                                                    | Official Hige Dandism | [ 72 ]  |
| 25 maja         | „Kōsui” (jap. 香水)                                                            | Eito                  | [ 73 ]  |
| 1 czerwca       | „Yoru ni kakeru” (jap. 夜に駆ける)                                             | Yoasobi               | [ 74 ]  |
| 8 czerwca       | „Yoru ni kakeru” (jap. 夜に駆ける)                                             | Yoasobi               | [ 75 ]  |
| 15 czerwca      | „Yoru ni kakeru” (jap. 夜に駆ける)                                             | Yoasobi               | [ 76 ]  |
| 22 czerwca      | „Mazy Night”                                                                   | King & Prince         | [ 77 ]  |
| 29 czerwca      | „KANZAI BOYA”                                                                  | KinKi Kids            | [ 78 ]  |
| 6 lipca         | „Shōko” (jap. 証拠)                                                            | Johnny’s West         | [ 79 ]  |
| 13 lipca        | „Last Mermaid...”                                                              | Hey! Say! JUMP        | [ 80 ]  |
| 20 lipca        | „Fanfare”                                                                      | Twice                 | [ 81 ]  |
| 27 lipca        | „Yoru ni kakeru” (jap. 夜に駆ける)                                             | Yoasobi               | [ 82 ]  |
| 3 sierpnia      | „NAVIGATOR”                                                                    | SixTones              | [ 83 ]  |
| 10 sierpnia     | „Kite” (jap. カイト)                                                           | Arashi                | [ 84 ]  |
| 17 sierpnia     | „RUN”                                                                          | Sexy Zone             | [ 85 ]  |
| 24 sierpnia     | „smile”                                                                        | Twenty★Twenty         | [ 86 ]  |
| 31 sierpnia     | „Re:LIVE”                                                                      | Kanjani ∞             | [ 87 ]  |
| 7 września      | „OH-EH-OH”                                                                     | JO1                   | [ 88 ]  |
| 14 września     | „Omoidaseru koi o shiyō” (jap. 思い出せる恋をしよう)                           | STU48                 | [ 89 ]  |
| 21 września     | „Yoru ni kakeru” (jap. 夜に駆ける)                                             | Yoasobi               | [ 90 ]  |
| 28 września     | „ENDLESS SUMMER”                                                               | Kis-My-Ft2            | [ 91 ]  |
| 5 października  | „Yoru ni kakeru” (jap. 夜に駆ける)                                             | Yoasobi               | [ 92 ]  |
| 12 października | „Your Song”                                                                    | Hey! Say! JUMP        | [ 93 ]  |
| 19 października | „KISSIN'MY LIPS/Stories”                                                       | Snow Man              | [ 94 ]  |
| 26 października | „Homura” (jap. 炎)                                                             | LiSA                  | [ 95 ]  |
| 2 listopada     | „Homura” (jap. 炎)                                                             | LiSA                  | [ 96 ]  |
| 9 listopada     | „Homura” (jap. 炎)                                                             | LiSA                  | [ 97 ]  |
| 16 listopada    | „Homura” (jap. 炎)                                                             | LiSA                  | [ 98 ]  |
| 23 listopada    | „NEW ERA”                                                                      | SixTones              | [ 99 ]  |
| 30 listopada    | „Homura” (jap. 炎)                                                             | LiSA                  | [ 100 ] |
| 7 grudnia       | „Homura” (jap. 炎)                                                             | LiSA                  | [ 101 ] |
| 14 grudnia      | „Step and a step”                                                              | NiziU                 | [ 102 ] |
| 21 grudnia      | „Nobody’s fault”                                                               | Sakurazaka46          | [ 103 ] |
| 28 grudnia      | „I promise”                                                                    | King & Prince         | [ 104 ] |